# Future Launchers Preparatory Programme
Das Future Launchers Preparatory Programme (FLPP) (zu Deutsch etwa „Programm zur Vorbereitung zukünftiger Trägerraketen“) ist ein Technologieprogramm der Europäischen Weltraumorganisation (ESA). Ziel ist die Entwicklung von Technologien zur Anwendung in zukünftigen Trägerraketen sowie zur Verbesserung bestehender Systeme. Das Programm zielt außerdem darauf ab Entwicklungszeiten, Risiken und Kosten zu senken.

Beginnend in 2004 war der ursprüngliche Zweck Technologien für die Trägerrakete der nächsten Generation als Nachfolger der Ariane 5 zu entwickeln. Nach der Einführung des Ariane-6-Projekts wurde der Fokus des Programms schließlich auf die generelle Entwicklung neuer Technologien für europäische Trägersysteme ausgeweitet.

Das FLPP entwickelt und bereitet Technologien vor, die als vielversprechend für eine zukünftige Anwendung gelten aber derzeit noch keinen ausreichend hohen Technologie-Reifegrad (eng. „Technology Readiness Level“, TRL) aufweisen, um eine klare Beurteilung ihrer Leistungsfähigkeit und den miteinhergehenden Risiken zu erlauben. Diese Technologien besitzen typischerweise ein TRL von maximal drei. Ziel ist die Anhebung des TRL auf ca. sechs, was den Nachweis der Leistungsfähigkeit technischer Lösungen unter relevanten Umgebungsbedingungen bedeutet und die Übernahme in ein Entwicklungsprogramm mit reduzierten Kosten und Risiken ermöglicht.

## Zweck des Programms

### Zielsetzung
Die Ziele des Future Launchers Preparatory Programme sind:
- Die Ermittlung und Vorbereitung von Systemkompetenzen und Technologien für die Entwicklung mit dem Ziel einer Beschränkung der Entwicklungsdauer auf fünf Jahre, der Reduzierung von Risiken und laufenden Kosten sowie der langfristigen Erhaltung von Industriekompetenzen.[1]
- Die Förderung der Wiederverwendbarkeit von bestehenden und neuen Technologien um eine globale Kostenreduzierung zu erreichen.[1]
- Das Anfertigen von Systemstudien zur Beurteilung von Weiterentwicklungen bestehender Trägerraketen, zukünftigen Trägersystemen, fortschrittlicher Konzepte sowie der Auswahl geeigneter Technologien und der Ausarbeitung von deren Anforderungen.[1]
- Die Erhaltung einer starken Raumfahrtindustrie in Europa für die Nutzung bestehender Trägersysteme sowie das Sicherstellen eines unabhängigen Zugangs zum Weltraum.[1]
- Die Entwicklung umweltfreundlicher Technologien.[1]

### Herangehensweise
Das FLPP befasst sich mit dem Problem, dass vielversprechende Technologien für zukünftige Trägerraketen in den vielen Fällen einen niedrigen Technologie-Reifegrad aufweisen. In diesem Zustand bedeutet die Eingliederung in ein Entwicklungsprogramm ein nicht zu unterschätzendes Risiko. Falls sich herausstellt, dass eine Technologie nicht die im weiteren Einsatz geforderte Leistungsfähigkeit erreicht oder sich das Konzept als nicht praktikabel erweist, geht eine nötige Neukonstruktion des Systems meist mit deutlichen Einbußen bezüglich Zeit, Qualität und Kosten einher. 

Das FLPP löst dieses Problem mit einem systemgesteuerten Ansatz. Basierend auf Systemstudien für zukünftige Trägerraketen oder Verbesserungen bestehender Systeme, werden vielversprechende Technologien ausgewählt, die Vorteile im Rahmen der Zielsetzung des FLPP besitzen und ein niedriges TRL (typischerweise zwei bis drei) besitzen. Diese Technologien werden anschließend bis zu einem höheren TRL (mindestens fünf, meist sechs) weiterentwickelt um die Eingliederung in derzeitige oder zukünftige Entwicklungsprogramme mit deutlich reduziertem Risiko zu ermöglichen. Da die Vorentwicklung bereits im Rahmen des FLPP durchgeführt wird, kann die Entwicklungsdauer eines neuen Trägersystems ebenfalls deutlich reduziert werden. 

Der Ansatz eine Technologievorentwicklung mit Hilfe eines auf Systemstudien basierenden Demonstrators vorzunehmen reduziert die Auswirkungen einer anfänglich überschätzten Leistungsfähigkeit (z. B. in Bezug auf Masse, Wirkungsgrad und Komplexität) in der Entwicklung von Trägerraketen, in der oft ein Großteil des Gesamtsystems von Änderungen eines Subsystems beeinflusst wird. Nach der „riskanten“ Vorentwicklung kann eine Technologie schließlich an ein Entwicklungsprogramm übergeben werden. Eine gravierende Änderung an der erwarteten Leistungsfähigkeit einer Technologie ist mit diesem Ansatz viel unwahrscheinlicher, da bereits von einem hohen Technologie-Reifegrad (normalerweise TRL 6) ausgegangen wird.

#### Demonstratoren
Um den Technologie-Reifegrad auf TRL 6 zu erhöhen, muss eine Technologie als Modell oder Prototyp unter relevanten Umgebungsbedingungen getestet werden. Dies kann in einer kostengünstigen Art und Weise durchgeführt werden, indem eine oder mehrere Technologien in einen Demonstrator integriert werden und daraufhin in einer relevanten Umgebung getestet werden. Dies berücksichtigt Parameter wie Medium, Druck und Temperatur.

Die Demonstratoren basieren auf Anforderungen, welche von derzeitigen oder zukünftigen Trägerraketen sowie vorhandenen Erfahrungen abgeleitet werden. Die Anforderungen werden dann darauf zugeschnitten ein repräsentatives Trägersystem darzustellen und Tests der integrierten Technologien über die größtmöglichen Leistungsfähigkeit, inklusive von Sicherheitsreserven, zu ermöglichen.

Die Demonstratoren repräsentieren typischerweise ein Subsystem der Trägerrakete, z. B. einen Tank, die Struktur einer Stufe oder einen Raketenantrieb.

#### Zusammenarbeit und Partnerschaften
Die im Rahmen des FLPP durchgeführten Projekte basieren hauptsächlich auf einer starken Zusammenarbeit mit externen Partnern. Da die Weiterentwicklung des angestrebten Technologie-Reifegrads mit einer zukünftigen Anwendung der Technologie verbunden ist stammen die Partner meist aus der Industrie. Falls förderlich werden ebenfalls institutionelle Partner oder Subunternehmer miteinbezogen.

## Struktur
Das FLPP ist ein Entwicklungsprogramm und eingegliedert in das Direktorat für Trägersysteme der Europäischen Raumfahrtagentur ESA.

Das FLPP wird von den ESA Mitgliedstaaten auf optionaler Basis finanziert. Teilnehmende Staaten unterzeichnen ihre Unterstützung für das FLPP auf der ESA Ministerratskonferenz.

Das FLPP ist chronologisch in aufeinanderfolgende Phasen eingeteilt, deren Dauer ungefähr der Zeit zwischen den Ministerratskonferenzen entspricht. Um einen flüssigen Programmablauf zu gewährleisten überlappen sich die Phasen leicht.

## Geschichte

### Gründung
Das FLPP wurde im Februar 2004, durch die Unterzeichnung der Deklaration von zehn Mitgliedstaaten, gegründet.

### Phase 1 (2004–2006)
Die 1. Phase enthielt Studien zu zukünftigen wiederverwendbaren Trägersystemen. Mehrere unterschiedliche Konzepte wurden untersucht, um realisierbare und kostengünstige Lösungen auswählen zu können. Des Weiteren wurden Verbesserungen untersucht, um die Kosten von bestehenden Trägerraketen zu reduzieren.

### Phase 2, Teil 1 (2006–2009)
In diesem Zeitraum wurde die Arbeit an Konzepten zu wiederverwendbaren und nicht-wiederverwendbaren Trägerkonzepten mit Systemstudien zu mehreren aussichtsreichen Konfigurationen fortgesetzt. Zusätzlich wurden Schlüsseltechnologien für zukünftige Trägerraketen in Demonstratoren integriert, um deren TRL auf ein ausreichendes Niveau anzuheben und so eine erfolgreiche Übernahme in ein Trägerraketen-Entwicklungsprogramm zu ermöglichen. Ein wichtiges Projekt, das in dieser Phase begonnen wurde, war das Intermediate eXperimental Vehicle (IXV). Außerdem wurde die Entwicklung des Oberstufentriebwerks Vinci in diesem Zeitraum vom FLPP geleitet und finanziert.

### Phase 2, Teil 2 (2009–2013)
Im zweiten Teil der zweiten Phase wurden die Systemstudien zu nicht-wiederverwendbaren Trägersystemen abgeschlossen. Die Aktivitäten zur Technologieentwicklung, besonders im Bereich von Oberstufen-, Wiedereintritts- und Antriebstechnologien, wurden fortgesetzt. Nachdem das Vinci-Projekt an die Ariane-5-ME-Entwicklung übertragen wurde, wurde das Projekt Score-D, zur Entwicklung eines Demonstrators für Hauptstufentreibwerke mit großem Schub ins Leben gerufen. Des Weiteren wurde ein Projekt zur Demonstration eines Oberstufentriebwerks mit lagerfähigen Treibstoffen begonnen. Gegen Ende dieser Phase wurde außerdem ein Projekt für einen kryogenen Expander-Zyklus Demonstrators gestartet.

Weitere Technologieentwicklungs- und Demonstratorprojekte beschäftigen sich mit (Zwischen-)Stufenstrukturen, Tanks, Avionik sowie Feststoff- und Hybridtriebwerke.

### Phase 3/FLPP NEO (2013–2019)
Die dritte Phase wurde 2013 begonnen und überschneidet sich seit 2016 mit der Phase FLPP NEO (New Economic Opportunities, zu Deutsch etwa „Neue Ökonomische Chancen“). Nach dem Beginn eines eigenständigen Ariane-6-Projekts wurde der Zuständigkeitsbereich des FLPP von der Vorbereitung von Technologien für ein bestimmtes Trägersystem der nächsten Generation auf die generelle Suche nach und Entwicklung von aussichtsreichen Technologien für vorhandene und zukünftige Trägerraketen ausgeweitet. Die Ermittlung und Weiterentwicklung von Schlüsseltechnologien ist weiterhin systemgetrieben und basiert hauptsächlich auf Systemstudien und integrierten Demonstratoren. Ein wichtiger Gesichtspunkt ist die Förderung von Synergien zwischen verschiedenen Anwendungsfällen und Trägersystemen (zum Beispiel Ariane und Vega). FLPP NEO folgt auch weiterhin dem Ansatz der vorhergehenden Phasen mit Flaggschiff-Demonstratoren und kostengünstigen Trägerkonzepten.

## Projekte
Das FLPP umfasst mehrere koordinierte Entwicklungsprojekte.

### Frühere Projekte
Dieser Abschnitte gibt einen Überblick über einige vergangene Projekte des FLPP. Es sind allerdings lediglich die wichtigsten Projekte aufgelistet.

#### Systemstudien zum Trägersystem der nächsten Generation
Die Systemstudien zu einem nicht-wiederverwendbares Trägersystem wurden durchgeführt um aussichtsreiche Konfigurationen für einen Nachfolger der Ariane 5 Trägerrakete zu bestimmen. Außerdem sollten Technologien identifiziert werden, die zu hoher Zuverlässigkeit, Leistungsfähigkeit und Kosteneinsparungen beitragen und dann in dieses Trägersystem der nächsten Generation integriert werden konnten. Sollten die gefundenen Technologien einen zu niedrigen Reifegrad haben, konnten sie anschließend im FLPP weiterentwickelt werden.

#### Score-D
Der Staged Combustion Rocket Engine Demonstrator SCORE-D (zu Deutsch etwa „Demonstrator eines Raketentriebwerks mit gestufter Verbrennung“) war ein Projekt zur Entwicklung von Schlüsseltechniken für Raketentriebwerke mit hohem Schub und als Antrieb für das Trägersystem der nächsten Generation vorgesehen. Als Treibstoffe wurden flüssiger Sauerstoff in Kombination mit flüssigem Wasserstoff oder Methan untersucht. Mehrere Versuche mit Modellen in reduziertem Maßstab wurden in Vorbereitung des Demonstrator-Projekts durchgeführt.
Da zunächst ein Antriebskonzept auf Basis eines Feststofftriebwerks für die Hauptstufe der Ariane 6 ausgewählt wurde, wurde das Projekt im Status der Systemanforderungsprüfung (SRR) eingestellt.

#### Vinci
Die Entwicklung des wiederzündbaren, kryogenen Oberstufentriebwerks Vinci wurde zwischen 2006 und 2008 vom FLPP finanziert und koordiniert.
Vinci wurde als Antrieb für die Oberstufe der Ariane 5, die ESC-B (Etage Supérieur Cryogenique B, zu Deutsch „Cryogene Oberstufe B“) konzipiert. Vinci ist ein wiederzündbares Raketentriebwerk mit Expanderzyklus, betrieben mit flüssigem Sauerstoff und Wasserstoff. 

Nach dem ersten Fehlschlag seiner Vorgängerstufe ESC-A (V-157) im Jahre 2002 wurde die Entwicklung der ESC-B Oberstufe gestoppt. Die Entwicklung des Vinci Triebwerks an sich wurde jedoch fortgesetzt und später an das FLPP übergeben. Im FLPP wurde das Triebwerk weiterentwickelt und umfassenden Tests unterzogen. Gegen Ende des Jahres 2008 wurde Vinci vom Entwicklungsprogramm der Ariane 5 ME übernommen und nach dessen Auflösung ins Ariane-6-Programm eingegliedert.

#### IXV
Das Intermediate eXperimental Vehicle (zu Deutsch etwa „Vorläufiges Experimentelles Raumfahrzeug“) war ein Demonstrator, der für den Wiedereintritt in die Erdatmosphäre konzipiert war um Technologien für wiederverwendbare Trägerraketen und Raumfahrzeuge zu erproben. Erforscht wurden in diesem Projekt hauptsächlich Hitzeschutzsysteme sowie der Flugmechanik und Steuerung. Das IXV wurde im Februar 2015 mit einer Vega Rakete gestartet. Der Wiedereintritt wurde mit Hilfe von zwei Steuerklappen kontrolliert, bevor das Fahrzeug schließlich von Fallschirmen gebremst im Ozean landete.

### Derzeitige Projekte
Das FLPP betreut eine Vielzahl an Projekten, die sich in die drei Hauptbereiche „Raketenantriebe“, „Systeme und Technologien“ und „Avionik und Elektronik“ unterteilen lassen. Die folgende Auflistung umfasst lediglich eine Auswahl wichtiger Projekte.

#### Integrierter Demonstrator für Expanderzyklus-Technologien
Der integrierte Demonstrator für Expanderzyklus-Technologien (ETID) basiert auf einem Konzept für fortschrittliche Oberstufenantriebe, teilweise abgeleitet vom Vinci Triebwerk. Zweck ist die Einbindung vieler neuer Technologien um die Leistungsfähigkeit des Antriebs (besonders das Schub-zu-Gewicht-Verhältnis) zu steigern und gleichzeitig die Stückkosten zu senken. Einige der erprobten Technologien könnten ebenfalls für Aktivitäten außerhalb des Antriebssektors verwendet werden.
Das Projekt befindet sich derzeit in der Design- und Herstellungsphase (Stand Ende 2016).

#### Technologiedemonstrator für Lagerfähige Treibstoffe
Der Technologiedemonstrator für lagerfähige Treibstoffe strebt die Entwicklung von Technologien für ein Raketentriebwerk mit einem Schub zwischen 3 und 8 kN an. Die in diesem Projekt entwickelten Technologien können für Oberstufen kleiner Trägerraketen oder Anwendungen mit ähnlichen Schubklassen genutzt werden. Der Demonstrator zeigt neue Methoden zur Kühlung sowie neue Injektor- und Dämpfungstechnik.
Bis zum Ende des Jahres 2016 hat der Demonstrator zwei erfolgreiche Testkampagnen durchlaufen und sowohl Boden- als auch Vakuumzündungen absolviert. Das Verhalten unter stationären Bedingungen wurde für einen weiten Betriebsbereich und Brenndauern von bis zu 110 Sekunden untersucht. Zusätzlich wurden die Verbrennungsstabilität und verschiedene Brennkammerlängen untersucht.

#### Feststofftriebwerke
Aktivitäten im Bereich von Feststofftriebwerken konzentrierten sich auf die Entwicklung von Herstellungsverfahren für zukünftige Motorgehäuse und der Analyse des physikalischen Verhaltens dieser Antriebe, im Besonderen Druckschwankungen. Beide Aktivitäten wurden jeweils mit dem Einsatz von Demonstratoren durchgeführt. Der „Experimentelle Demonstrator für Druckschwankungen“ (POD-X) zielt auf die Untersuchung der Verbrennungsphysik ab und wurde bereits erfolgreich getestet, wobei wichtige Informationen zu Verbrennungsprozessen gesammelt werden konnten.
Das „Optimierte Faserverstärkte Raketenmotorgehäuse“ (FORC) dient zur Entwicklung von Technologien für trockengewickelten Fasern bei automatischer Faserplatzierung und anschließender Harzinfusion. Dies ermöglicht die Herstellung von großen Feststoffraketen-Motorgehäusen aus kohlenstofffaserverstärktem Kunstharz und schließt die Herstellung eines repräsentativen Testartikels in Originalgröße mit einem Außendurchmesser von 3,5 Metern ein. Bis Ende des Jahres 2016 wurden im Rahmen der Prozessentwicklung von FORC bereits mehrere Materialproben in kleinem Maßstab hergestellt. mit dem Bau des Testartikels wurde 2016 begonnen und er sollte bis Ende 2016 ausgiebigen mechanische Belastungs- und Drucktests unterzogen werden.

#### Hybridtriebwerke
Aktivitäten zu hybriden Raketentriebwerken im FLPP umfassten ein Demonstrator-Projekt in Kooperation mit dem norwegischen Rüstungshersteller Nammo. Der Demonstrator hat dabei eine Größe, die bereits zukünftige Anwendungsfälle abdeckt und hat im Jahre 2016 bereits eine erfolgreiche Heißlaufkampagne durchlaufen. Eine zweite Kampagne sollte zu einem neukonstruierten Antrieb führen, ders anschließend mit dem Start einer Höhenforschungsrakete getestet werden sollte.

#### Kryotank-Demonstrator
Der Kryotank-Demonstrator besteht aus einer Serie von Demonstratoren, die dazu genutzt werden sollen, zukünftig kryogene Tanksysteme mit geringer Masse zu entwickeln und zu testen. Gegen Ende 2016 wurde bereits ein Testartikel mit verringertem Maßstab hergestellt und getestet, während sich ein Demonstrator in Originalgröße in der Entwicklung befand. Die Demonstratoren dienen ebenfalls als Testplattform für weitere Tanktechnologien oder benachbarte Strukturen.

#### Additive Manufacturing (AM)
Das FLPP entwickelt Verfahren im Additive Layer Manufacturing (3D-Drucken) für die Anwendung in Trägerraketen. Dies bietet Vorteile in Bezug auf Kosten und Fertigungszeiten, vor allem in der Kleinserienproduktion, und eröffnen neue Gestaltungsmöglichkeiten in der Fertigung leichter und effizienter Strukturen.

Unabhängig von der Anwendung von AM in mehreren anderen Projekten wurde ein spezielles Projekt ins Leben gerufen, dass sich alleinig mit der Weiterentwicklung und der Anwendung von dreidimensional gedruckten Teilen in zukünftigen Trägerraketen befasst.

#### CFK
Im Rahmen des FLPP befassen sich mehrere Projekte mit Technologien zur Produktion von verschiedenen Strukturen aus Kohlenstofffaserverbundwerkstoffen (CFK). Diese Bauteile reichen von kryogenen Treibstoffleitungen über Tanks bis hin zu Strukturen von Ober- und Zwischenstufen.

#### Nutzlastverkleidungen
Das FLPP erforscht den Bau hochentwickter Nutzlastverkleidungen. Darunter ist eine Membran zur Abdichtung des Nutzlastraumes gegenüber der Umgebung, die die Reinheitsbedingungen auf einem gewünschten Niveau erhält und Schocklasten bei der Abtrennung der Nutzlastverkleidung verringert.

#### Wiedereintrittsbeobachtungskapsel
Die Wiedereintrittsbeobachtungskapsel soll detaillierte Daten über das Verglühen von Raketenoberstufen während eines Wiedereintritts in die Erdatmosphäre sammeln. Diese sollen dabei helfen zukünftige Raketenstufen für sichere und effiziente Wiedereintrittsmanöver zu konzipieren.

Um die Daten zu sammeln, wird die Kapsel mit einer Trägerrakete gestartet und beobachtet anschließend, nach Trennung von der Raketenstufe, das Auseinanderbrechen und Verglühen der betreffenden Stufe während des Wiedereintritts.

#### Multi-Nutzlastadapter mit Eigenantrieb (APMAS)
Ziel dieses Projekts ist es die Anforderungen eines Orbitalmoduls mit eigenem Antrieb zu analysieren, die Machbarkeit zu überprüfen und eine Vorauslegung durchzuführen. Basierend auf einem existierenden Multi-Nutzlastsystem soll der Missions- und Leistungsbereich vorhandener Raketenoberstufen, sowohl für Vega als auch Arien 6, erweitert werden.

#### Sekundärer Nutzlastadapter
Dieses Projekt befasst sich mit der Entwicklung eines Struktur- und Thermalmodells für einen sekundären Nutzlastadapterring mit Nutzlasten von bis zu 30 kg. Dieser kann dazu beitragen die Nutzlastkapazität der Trägerraketen Vega, Ariane 6 und Soyuz weiter zu erhöhen.

#### Design for Demise
Das Design for Demise (D4D) Projekt (zu Deutsch etwa „Auslegung zur Desintegration“) untersucht die Prozesse, die Komponenten von Trägerraketen beim Wiedereintritt in die Erdatmosphäre durchlaufen. Besonderes Augenmerk liegt hierbei auf dem Fragmentierungsverhalten von Komponenten wie ausgebrannten Stufen, Boostern und Nutzlastverkleidungen oder -Adaptern. Ziele sind ein besseres Verständnis des Wiedereintritts durch numerische Simulationen und der Aufbau von Materialdatenbanken mittels Tests in Plasmawindkanälen. Die Ergebnisse tragen, in Übereinstimmung mit den Anforderungen der ESA Vermeidung von Trümmerbildung, zur Reduzierung des Risikos durch Einschläge von Trümmerteilen am Boden bei.

#### Stromversorgung über Ethernet
Die „Power over Ethernet“ Technologie erlaubt das Mischen von Stromversorgung und Signalübertragung in ein und demselben Kabel und bietet Potenzial für Gewichts- und Kosteneinsparungen sowie für eine Reduzierung der operationellen Komplexität von Telemetriesystemen in Trägerraketen. Ein derzeit laufendes Projekt befasst sich mit der Definition einer modularen Architektur für die Telemetrie von Trägerraketen. Für das Projekt werden auch Standardprodukte aus dem Massenmarkt (eng. COTS) genutzt, um Kosten und Entwicklungszeiten zu sparen. Später kann das System in einen übergeordneten Avionikdemonstrator integriert werden und weitere Subsysteme über einen Avionikbus mit Strom versorgen.

#### Fortschrittliche Testplattform für Avioniksysteme
Die fortschrittliche Testplattform für Avioniksysteme beinhaltet mehrere innovative Technologien wie unter anderem: Fehlerdetektion im Kabelbaum, Strom über Ethernet, optoelektronische Telemetriesysteme und Faser-Bragg-Gitter-Sensormodule, die die Bündelung vieler Sensoren in einer einzelnen Glasfaser erlauben. Demonstrationen sind sowohl am Boden als auch im Flug geplant.

## Zusammenarbeit mit anderen Programmen
Als Entwicklungsprogramm für neue Technologien zukünftiger und bestehender Trägerraketen herrscht eine enge Zusammenarbeit zwischen dem FLPP und den Entwicklungsprogrammen der Ariane und Vega Raketen. Viele der Technologien, die zunächst im FLPP entwickelt wurden, werden später als Basistechnologien für Ariane 6 und Vega C verwendet.